# 主義洞駅
主義洞駅 （チュイドンえき、朝: 주의동역）は、北朝鮮咸鏡南道徳城郡にある駅で、徳城線に属する。

## 隣の駅
徳城線
徳城駅 - 主義洞駅 - 陽勝駅